# Hannah Marks
Hannah Gayle Marks (ur. 13 kwietnia 1993 w Santa Monica) – amerykańska aktorka filmowa i telewizyjna. Jest córką Robina Marksa i byłej aktorki Novy Bell. Jej dziadek ze strony matki, Ernie Ball, był muzykiem, wynalazcą i lutnikiem.

## Życiorys
Jej debiut aktorski miał miejsce w 2005 roku, gdy wcieliła się w rolę Sophii w filmie Doll Graveyard. Rok później zagrała Lizzie Geralds w filmie Danika. W tym samym roku zagrała Lizzie Gaines w filmie Przyjęty. Wystąpiła też gościnnie w wielu serialach i programach telewizyjnych, takich jak Brzydula Betty czy Trawka. W 2010 roku zagrała Tammy w filmie biograficznym The Runaways.
W 2012 roku wystąpiła w filmie Niesamowity Spiderman w roli dziewczyny podkochującej się w tytułowym bohaterze. W 2015 pojawiła się w horrorze Southbound jako Ava. W 2020 wcieliła się w rolę Beth w filmie Kolacja po amerykańsku.